# 古斯特拉特
古斯特拉特是德国莱茵兰-普法尔茨州的一个市镇。总面积4.41平方公里，总人口1908人，其中男性935人，女性973人（2011年12月31日），人口密度433人/平方公里。